# О’Конор, Родерик
Родерик О’Конор (англ. Roderic O'Conor; 17 октября 1860, Миллтаун, Кастелпланкет (англ.), графство Роскоммон, Ирландия — 18 марта 1940, Nueil-sur-Layon (фр.), департамент Maine-et-Loire, Франция), ирландский живописец-пейзажист конца XIX — первой половины XX века, принадлежащий Понт-Авенской школе. В годы становления постимпрессионистского живописного мирочувствования в европейском искусстве (вторая половина 80-х—90-е годы) работал во Франции и находился в центре событий художественного мира тех лет.

## Биография художника
Родерик О’Конор родился 17 октября 1860 в Миллтауне, Кастелпланкет (англ.), в графстве Роскоммон в центральной части острова, относящейся по теперешнему административному делению к Западному региону (англ.) Ирландии. Учился живописи как никто много: в
Школе искусств Метрополитен (англ.), в Королевской Ибернийской Академии (англ.), (обе в Дублине); в Амплефорт колледже (англ.) в (Йоркшиире, Англия); и, наконец, в Королевской Академии изящных искусств (англ.) (Антверпене).

### События

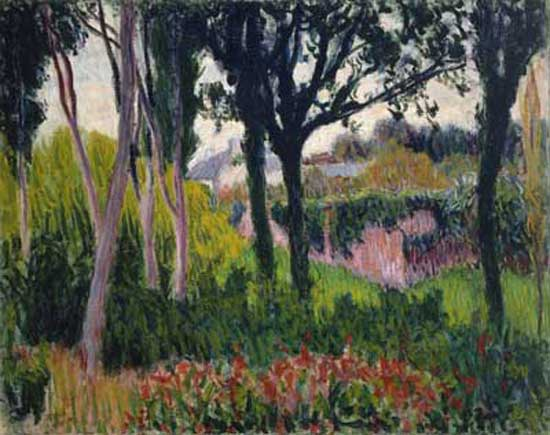
Ферма в Лезавене, Финистер, 1894
Холст, масло 72 × 93 см. Национальная галерея Ирландии, Дублин

Выработка собственного художественного метода, зрелое творчество Родерика О’Конора, все ключевые, связанные с живописью события — почти без остатка — происходили с ним в годы, прожитые во Франции (а это едва ли не 50 лет). Например, найденный О’Конором впоследствии, и культивируемый много лет технический приём раздельного мазка с положенными рядом густыми массами контрастных насыщенных цветов, во многом обязан открытиям дивизионистов и Винсента Ван Гога.
Родерик О’Конор приехал в Париж в 1886-м. Период с 1886 по 1890 был для О’Конора временем экспериментов и открытий.
В 1892-м он отправился в бретонский Понт-Авен, чтобы работать рядом с молодыми художниками, объединившимися вокруг главы Понт-Авенской школы, Поля Гогена.
С 1891 по 1904 О’Конор жил и работал, в основном, в Бретани. Осенью 1893-го смерть отца принудила его возвратиться в Ирландию. Как единственный наследник мужского пола, он вступил во владение значительным объёмом недвижимости. В новых обстоятельствах, постоянная рента, собираемая с арендаторов, позволяла не зависеть от продажи живописи.
С 1904 по 1933 Родерик О’Конор большей частью живёт и работает в Париже. С 1934 до своей смерти в 1940 году, — в Нюей-сюр-Лейон (фр.).

### Анриетта «Рене» Энта

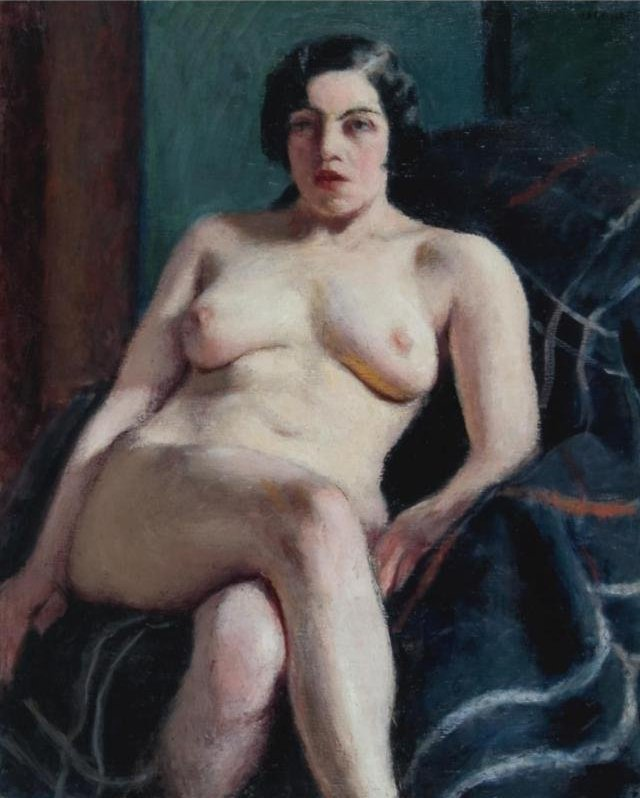
Модель на фоне зелёного ковра
Холст, масло

Они знали друг друга, по крайней мере, с 1916 года, когда ей было двадцать два, а ему пятьдесят шесть. Рене Энта́ (Renée Honta) была спутницей и музой О’Конора, а с 1934 (когда ему было за семьдесят) стала официальной женой. Как сказал арт критик Клайв Белл (англ.) (1881—1964), «она была очаровательной и умной дамой, согласившейся скрасить одиночество стареющего художника».
Родерик О’Конор умер в Нюей-сюр-Лейон (фр.), департамент Мен и Луара во Франции 18 марта 1940 года.

### А также
Племянник Родерика О’Конора, Патрик О’Коннор (Patrick O’Connor, 1909—1997), был живописцем и скульптором.
В марте 2011 работа Родерика О’Конора Пейзаж Кассиса Архивная копия от 3 апреля 2016 на Wayback Machine (холст, масло 65,5 × 55 см), написанная им на юге Франции в 1913 году, была продана на аукционе Sotheby's за £337,250 (€383,993), значительно выше эстимейта.

## Отношения с Сомерсетом Моэмом
В начале двадцатого века О’Конор входил в группу художников, писателей и интеллектуалов — завсегдатаев ресторана Chat Blanc на рю д ́Одесса возле Вокзала Монпарнас в Париже. В числе прочих там бывал и молодой Сомерсет Моэм. О’Конор «сразу же не понравился Моэму, который позже вспоминал, что его присутствие за столом, казалось, раздражало ирландца, и ему оставалось только сделать какое-нибудь замечание, чтобы О’Конор напал на него».
Моэм отомстил О’Конору, прописав его в качестве основы для двух вымышленных персонажей: О’Брайена в «Маге»(1908) и Клаттона в «Бремени страстей человеческих»(1915). Оба портрета нелестны: О’Брайен — «неудачник, душа которого искажена горечью так, что не прощая успехов других, он набрасывается на любого талантливого художника», в то время как Клаттон — «сардонический художник, который наиболее весел, когда может найти жертву для своего сарказма» Тем не менее именно через О’Конора Моэм впервые заинтересовался Гогеном (Моэм путешествовал на Таити и основывал свой роман «Луна и грош»(1919) на жизни Гогена).